# Todenroth
Todenroth település Németországban, Rajna-vidék-Pfalz tartományban. Lakosainak száma 84 fő (2023. december 31.). Todenroth Kludenbach, Kappel, Schwarzen és Metzenhausen községekkel határos.

## Népesség
A település népességének változása:
| Lakosok száma | 71   | 74   | 81   | 78   | 82   | 84   |
|               | 1975 | 2017 | 2019 | 2021 | 2022 | 2023 |